# Ignazio Cerio
Ignazio Cerio (* 1840 in den Abruzzen; † 1921 auf Capri) war ein italienischer Naturforscher und Arzt.
Ignazio Cerio kam 1868 als Militärarzt nach Capri, wo er zu einer bekannten Persönlichkeit der Insel wurde. Dort sammelte und systematisierte er naturhistorische Funde. Seine Forschungen betrieb er teilweise zusammen mit dem befreundeten Friedrich Alfred Krupp. Auf Capri ist seine naturhistorische Sammlung heute öffentlich zugänglich (Centro Caprense Ignazio Cerio im Palazzo Cerio) und enthält auch eine Bibliothek mit Literatur bezüglich Capri. Diese Ausstellung wurde von einem seiner Söhne, dem Schriftsteller Edwin Cerio (1875–1960), begründet.
Ignazio Cerio war verheiratet mit der Engländerin Elizabeth Grimmer; das Paar hatte sechs Kinder. Seine Söhne Arturo (* 1860) und Giorgio (* 1865) waren ebenfalls mit Krupp in Kontakt und gehörten mit ihm zu der Gesellschaft „Congrega di Fra Felice“.